# Robert K. Englund
Robert K. Englund (* 1952; † 24. Mai 2020) war ein US-amerikanischer Altorientalist.

## Leben
Englund studierte von 1970 bis 1972 an der University of Washington (Mathematik), von 1974 bis 1977 an der UC Berkeley (BA, Nahoststudien), von 1977 bis 1978 an der University of Chicago (Assyriologie) und von 1978 bis 1987 an der Universität München (MA, Dr. phil., Assyriologie). Bis zu seiner Emeritierung im Juli 2018 lehrte er am Department of Near Eastern Languages and Cultures, innerhalb der Humanities Division der University of California, Los Angeles.
Englund hat seine Hauptforschung zu den proto-keilförmigen Texten Mesopotamiens aus dem späten 4. Jahrtausend v. Chr. durchgeführt.

## Schriften (Auswahl)
- mit Peter Damerow: The Proto-Elamite Texts from Tepe Yahya (= The American School of Prehistoric Research Bulletin. Band 39). 2 Bände. Cambridge, Mass., 1989
- Organisation and Verwaltung der Ur III-Fischerei. Berlin 1990, ISBN 3-496-00389-8.
- mit Jean-Pierre Grégoire: The proto-cuneiform texts from Jemdet Nasr, I: Copies, transliterations and glossary. Berlin 1991, ISBN 3-7861-1646-6.
- Archaic administrative texts from Uruk. The early campaigns. Berlin 1994, ISBN 3-7861-1745-4.
- Proto-cuneiform texts from diverse collections. Berlin 1996, ISBN 3-7861-1875-2.